# شهرآورد منچستر

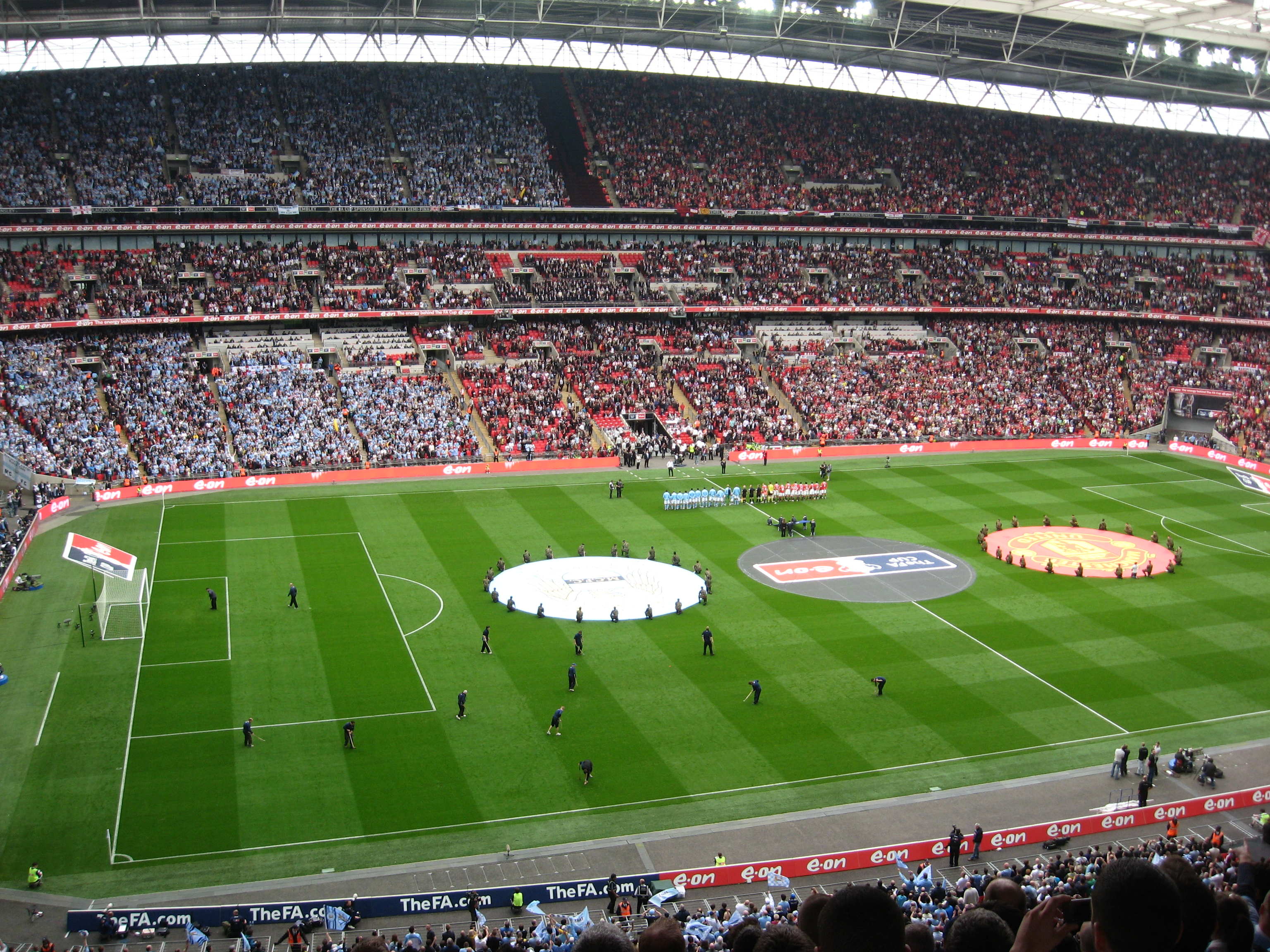
ورزشگاه ومبلی مراسم قبل از شروع بازی دو تیم در مرحله نیمه‌نهایی جام حذفی فصل ۱۱–۲۰۱۰

دربی منچستر به بازی دو باشگاه فوتبال منچستر سیتی و منچستریونایتد گفته می‌شود. یونایتد در ورزشگاه اولدترافورد بازی می‌کند و سیتی در ورزشگاه اتحاد، این دو ورزشگاه تقریباً ۴ مایل (۶٫۵ کیلومتر) فاصله دارند. شهر منچستر پرافتخارترین شهر در فوتبال انگلستان بعد از پایتخت است به طوری که منچستر یونایتد و منچستر سیتی روی هم ۱۰۴ جام کسب کرده‌اند. منچستر یونایتد با ۶۸ جام پرافتخارترین تیم انگلستان و منچستر سیتی با ۳۶ جام پنجمین تیم پرافتخار انگلستان می‌باشد.

## آمار
آمار دقیق در ۱۱ ژانویه ۲۰۲۳ بروزرسانی شده‌است.

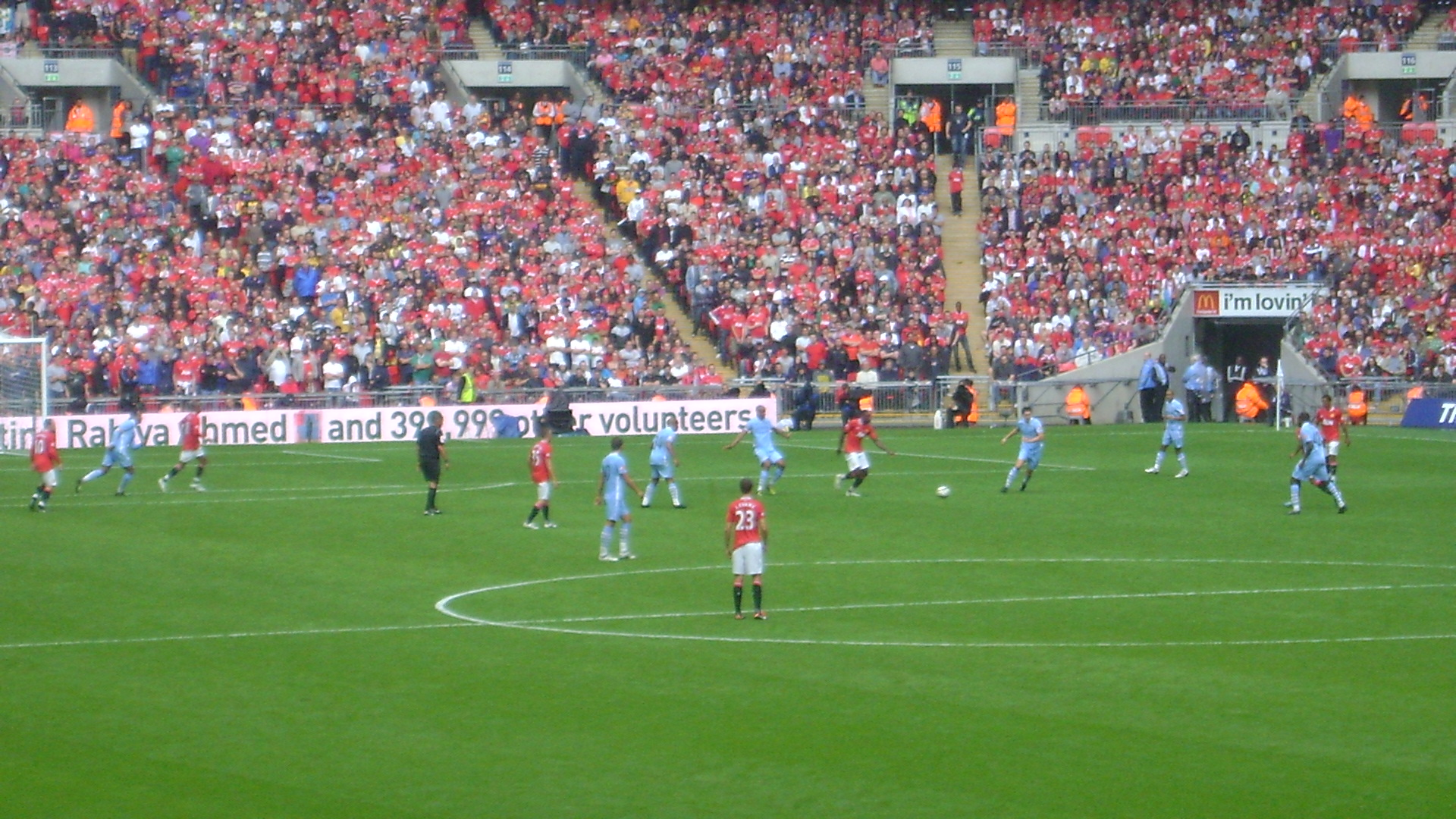
شهرآورد منچستر در سال ۲۰۱۱

| رقابت               | تعداد بازی | برد سیتی | تساوی | برد یونایتد | گل‌های سیتی | گل‌های یونایتد |
| ------------------- | ---------- | -------- | ----- | ----------- | ---------- | ------------- |
| لیگ برتر            | ۵۲         | ۱۸       | ۹     | ۲۵          | ۶۱         | ۶۸            |
| لیگ دسته اول فوتبال | ۱۰۴        | ۳۰       | ۳۹    | ۳۵          | ۱۴۷        | ۱۴۱           |
| لیگ دسته دوم فوتبال | ۱۲         | ۲        | ۴     | ۶           | ۱۳         | ۲۱            |
| جام حذفی            | ۹          | ۳        | ۰     | ۶           | ۱۲         | ۱۸            |
| جام ای‌اف‌ال          | ۱۰         | ۵        | ۱     | ۴           | ۱۶         | ۱۱            |
| جام خیریه           | ۲          | ۰        | ۰     | ۲           | ۲          | ۴             |
| مجموع               | ۱۸۹        | ۵۸       | ۵۳    | ۷۸          | ۲۵۱        | ۲۶۳           |

### جدول مسابقات

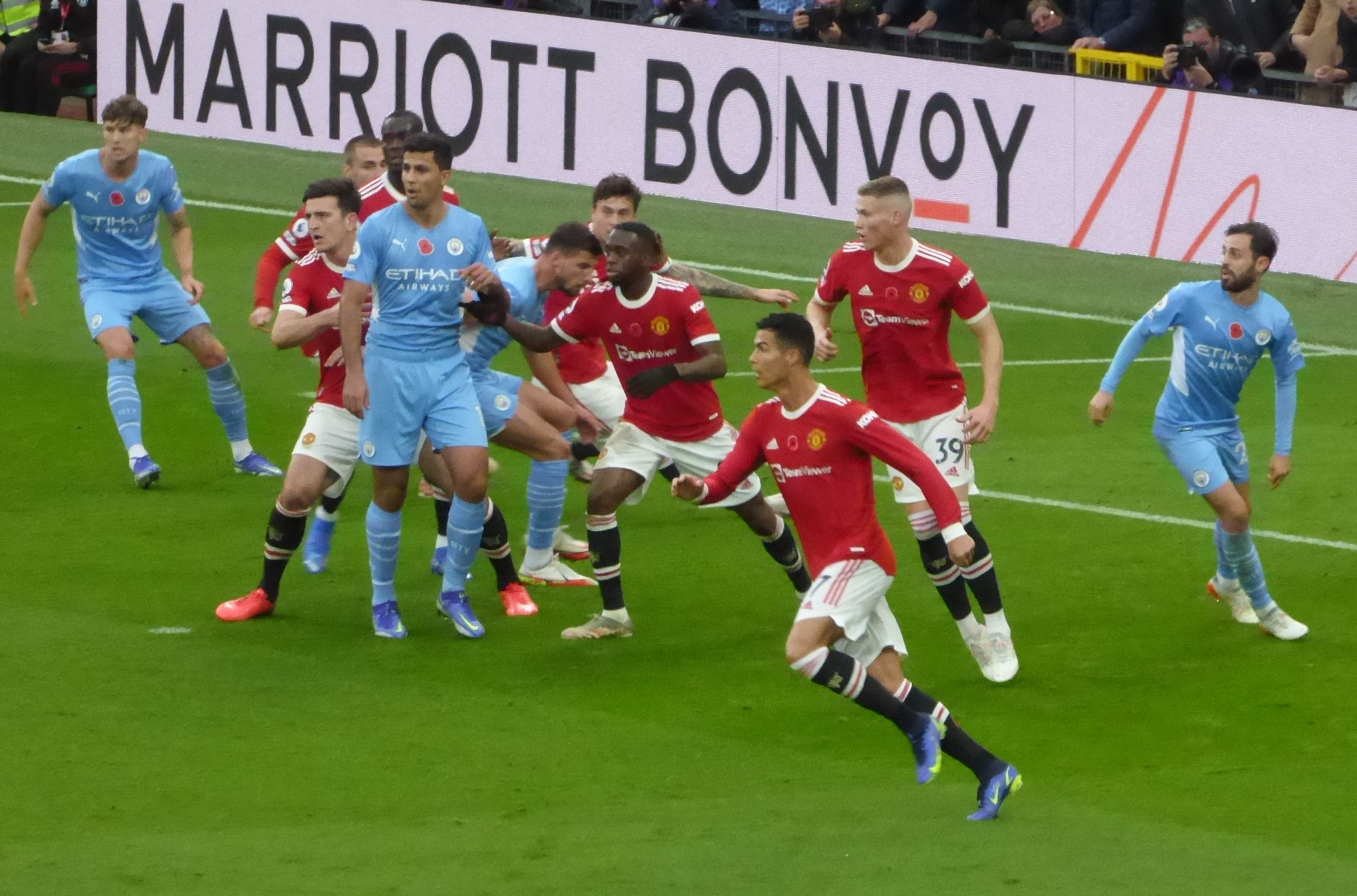
شهرآورد منچستر در سال ۲۰۲۱

| جایگاه | نام     | بازی | برد | تساوی | باخت | زده | خورده | تفاضل | امتیاز |
| ------ | ------- | ---- | --- | ----- | ---- | --- | ----- | ----- | ------ |
| ۱      | یونایتد | ۱۸۹  | ۷۸  | ۵۳    | ۵۵   | ۲۶۳ | ۲۵۱   | ۱۲+   | ۲۸۱    |
| ۲      | سیتی    | ۱۸۹  | ۵۸  | ۵۳    | ۷۶   | ۲۵۱ | ۲۶۳   | ۱۲-   | ۲۱۸    |

## برترین گلزنان
| بازیکن       | باشگاه        | گلها |
| ------------ | ------------- | ---- |
| وین رونی     | منچستریونایتد | ۱۱   |
| جو هایز      | منچسترسیتی    | ۱۰   |
| فرانسیس لی   | منچسترسیتی    | ۱۰   |
| سرخیو آگوئرو | منچسترسیتی    | ۹    |
| بابی چارلتون | منچستریونایتد | ۹    |
| کالین بل     | منچسترسیتی    | ۸    |
| اریک کانتونا | منچستریونایتد | ۸    |

## جام‌های منچستر
| سیتی            | رقابت                     | یونایتد |
| --------------- | ------------------------- | ------- |
| داخلی           |                           |         |
| ۱۰              | لیگ برتر                  | ۲۰      |
| ۷               | جام حذفی                  | ۱۳      |
| ۷               | سوپرکاپ انگلستان          | ۲۱      |
| ۸               | جام اتحادیه               | ۶       |
| ۳۲              | مجموع                     | ۶۰      |
| اروپایی و جهانی |                           |         |
| ۱               | لیگ قهرمانان اروپا        | ۳       |
| ۰               | لیگ اروپا                 | ۱       |
| ۱               | جام برندگان جام اروپا     | ۱       |
| ۱               | سوپر جام اروپا            | ۱       |
| ۰               | جام بین قاره‌ای            | ۱       |
| ۱               | جام باشگاه‌های فوتبال جهان | ۱       |
| ۴               | مجموع                     | ۸       |
| ۳۶              | مجموع جام‌ها               | ۶۸      |